# فرار از بند
فرار از بند (که در ابتدا فریاد شرم نام داشت) فیلمی به کارگردانی  و نویسندگی نادر قانع ساختهٔ سال ۱۳۵۷ است. این فیلم به علت وقوع انقلاب اسلامی در ایران هیچ‌وقت اکران عمومی نداشت.

## بازیگران
- شهلا یوسفی
- منوچهر یوسفی
- خسرو جمالی
- داوود غفاری
- فرشته اخوان
- درویش اقبالپور
- نسرین
- ‌ شهره
- پریدخت اقبالپور
- آشنا
- کیومرث محمودی
- جمشیدی
- عباس تبارکی